# NGC 4389
NGC 4389 (również PGC 40537 lub UGC 7514) – galaktyka spiralna z poprzeczką (SBbc/P), znajdująca się w gwiazdozbiorze Psów Gończych. Odkrył ją William Herschel 10 kwietnia 1788 roku.